# Skalny Stół
Skalny Stół (czes. Tabule, Klepý, niem. Tafelstein, 1281 m n.p.m.) – najwyższy szczyt Kowarskiego Grzbietu w Karkonoszach, na jego zachodnim krańcu, na granicy polsko-czeskiej.

## Położenie i opis
Na południe opada stromo ku Przełęczy Sowiej. Na wschodzie płytka przełęcz Siodło oddziela go od Czoła. Ku północnemu zachodowi odchodzi boczny grzbiet z Kruczą Kopą nad Karpaczem oraz Buławą nad Sowią Doliną.
Zbudowany ze skał metamorficznych należących do wschodniej osłony granitu karkonoskiego, głównie łupków łyszczykowych, miejscami z granatami, podrzędnie z gnejsów z wkładkami amfibolitów i łupków kwarcowych. Na szczycie i pod nim niewielkie skałki. Większe skałki znajdują się na zachodnich i północno-zachodnich zboczach. Są to Stare Granaty i Krukowa.
Szczyt położony jest na obszarze Karkonoskiego Parku Narodowego oraz czeskiego Karkonoskiego Parku Narodowego (czes. Krkonošský národní park, KRNAP).
Ze szczytu roztacza się rozległy widok na wschodnie Karkonosze, Kotlinę Jeleniogórską, Rudawy Janowickie, Góry Kaczawskie i okolice.
Skalny Stół ze względu na swoje walory włączony został do Korony Gór Dolnego Śląska

## Szlaki turystyczne
Przez Skalny Stół przechodzą dwa szlaki turystyczne:
- niebieski z Przełęczy Sowiej na Przełęcz Okraj,
- żółty do Kowar przez Budniki.